# Clusiidae
Clusiidae Handlirsch, 1884, è una famiglia cosmopolita di insetti dell'ordine dei Ditteri (Brachycera: Cyclorrhapha: Acalyptratae). Comprende specie associate ad ambienti forestali, saprofaghe sia allo stadio larvale sia allo stadio adulto. Sono prevalentemente diffusi nelle regioni tropicali.

## Descrizione

### Adulto
Gli adulti sono insetti di medio-piccole dimensioni, con corpo lungo 2-8 mm e livrea di colore variabile dal giallo a nero recante spesso ornamenti cromatici di varie forme e dimensioni. In diverse specie ricorre il dimorfismo sessuale con la comparsa di colorazioni differenti, nei due sessi, in corrispondenza delle zampe, della faccia e delle gene.
Il capo è globoso, con profilo posteriore concavo o appiattito alla vista dorsale, provvisto di ocelli e grandi occhi composti. La chetotassi comprende 2-5 paia di setole fronto-orbitali di varia lunghezza e inclinazione: le inferiori sono leggermente proclinate, le superiori reclinate; fra le setole fronto-orbitali sono sempre presenti le periorbitali, mentre le setole frontali possono essere presenti o assenti. Setole ocellari brevi e proclinate. Setole verticali lunghe, con le interne convergenti e più lunghe delle esterne. Setole postocellari assenti o presenti, in quest'ultimo caso sottili e divergenti e nettamente più brevi delle setole verticali. peli postoculari in serie di 10-15, setole postgenuali in numero di 1-2 paia e vibrisse robuste, dirette superiormente e anteriormente. Queste ultime possono avere anche sviluppo abnorme e conformazioni particolari nei maschi di alcune specie. Altri annessi tricoidei sono rappresentati da serie di peli portati sulle gene, sul margine peristomale, sulla fronte e nella regione postoculare. Le antenne sono di tipo aristato, con inserzioni più o meno distanziate sulla faccia; il pedicello ha una caratteristica estensione angolare nel margine distale e porta una lunga setola dorsale; il primo flagellomero è di forma globosa, raramente allungata, e porta un'arista filiforme, più o meno pubescente, inserita in posizione subapicale. L'apparato boccale presenta un labbro inferiore di moderata lunghezza e palpi mascellari sottili.
Il torace è leggermente allungato, con un rapporto di 1,5-2 rispetto alla sua larghezza. È largo quanto il capo o leggermente più stretto. La chetotassi è piuttosto ricca e complessa: 
- acrosticali: 4-10 file di peli, talvolta il paio prescutellare composto da setole più lunghe;
- dorsocentrali: 1-4 paia postsuturali e, a volte, un paio presuturale;
- scutellari: un paio apicale di setole lunghe e robuste, 1-2 paia laterali di setole brevi;
- sopralari: 1-4 paia postsuturali più, eventualmente, 1-2 paia presuturali;
- postalari: due paia;
- omerali: un paio;
- notopleurali: due paia.

Sulle pleure, la chetotassi presenta setole sul proepisterno (0-2), sull'episterno dorsale (1) e sull'episterno ventrale (1). Le zampe sono relativamente lunghe e sottili, con femori leggermente ingrossati a chetotassi differenziata nei sessi: i maschi presentano in genere numerose setole robuste sul lato anteriore dei femori medi e posteriori e alcune setole sul lato posteriore, mentre le femmine non presentano setole differenziate. Le tibie intermedie, nella maggior parte dei generi, presentano setole preapicali sul lato dorsale. Queste sono presenti, a volte, anche nelle tibie delle altre zampe. Le ali sono più lunghe dell'addome e moderatamente larghe, con lobo anale ampio e alula poco pronunciata. Membrana ialina o leggermente offuscata, a volte opaca all'apice o intorno alla vena mediocubitale discale.

Fratture costali: sb: frattura subcostale.
Nervature longitudinali: C: costa; Sc: subcosta; R: radio; M: media; Cu: cubito; A: anale.
Nervature trasversali: h: omerale; r-m: radio-mediale; bm-cu: medio-cubitale basale; dm-cu: medio-cubitale discale.
Cellule: dm: discale; br: 1ª basale; bm: 2ª basale; cup: cellula cup.

La conformazione della venulazione è abbastanza uniforme nell'ambito della famiglia. La costa si estende fino alla terminazione di M1+2, in posizione subapicale posteriore, e presenta una sola frattura (frattura subcostale). La subcosta è completa e parallela a R1. La radio si divide in tre rami, con R1 ricurva e breve, terminante entro il terzo prossimale del margine, e rami del settore radiale lunghi: R2+3 confluisce sul terzo distale, R4+5 in posizione subapicale anteriore. media indivisa, con andamento parallelo, leggermente divergente o leggermente convergente rispetto a R4+5. Cubito anteriore divisa in due rami, con CuA1 completa e raggiungente il margine e CuA2 breve e ricurva, confluente sull'anale. Vena A1+CuA2 incompleta, non raggiungente il margine. Delle nervature trasversali sono sempre presenti la radio-mediale e le due medio-cubitali. Radio-mediale compresa entro la metà basale dell'ala e confluisce a metà della cellula discale o in posizione più distale. La medio-cubitale basale è obliqua e molto spostata in posizione prossimale, più o meno all'altezza della biforcazione del settore radiale. La medio-cubitale discale si posiziona al centro dell'ala o in posizione leggermente più distale. Cellula discale ben conformata, leggermente più larga nella sua metà distale. Prima basale (br) nettamente più lunga della seconda basale. Seconda basale (bm) piccola, con apice acuto, lunga quanto la cup. Cellula cup ben conformata ma piccola, con apice arrotondato e convesso.
L'addome è sottile e affusolato all'estremità posteriore, con uriti terminali nei maschi più o meno simmetrici. L'ottavo urite, nelle femmine, è sottile e allungato ed è separato dal settimo da una membrana intersegmentale espansa.

### Stadi giovanili
La larva è apoda, sottile e subcilindrica, a maturità lunga 4–8 mm. Il tegumento presenta piccoli processi spinosi allineati su più file longitudinali sia sul lato dorsale sia sul lato ventrale. L'apparato respiratorio è anfipneustico nel secondo e terzo stadio, con un paio di spiracoli tracheali toracici portati su piccoli tubercoli e un paio addominale portato su placche caudali sclerotizzate.
Il pupario è bruno-giallastro.

## Habitat e biologia
La famiglia comprende specie ad habitat forestale. Le larve, per le specie conosciute, sono saprofaghe o micetofaghe e si rinvengono nel legno in decomposizione e sotto la corteccia degli alberi, spesso all'interno di gallerie prodotte da insetti xilofagi. Gli adulti frequentano lo stesso habitat, spesso nei pressi di alberi deperiti o abbattuti. Il regime dietetico degli adulti sarebbe basato sull'assunzione di fluidi di varia natura, fra cui nettare, essudati vegetali, escrementi e liquidi emessi da materiale organico in decomposizione.
In diverse specie è stato osservato un comportamento complesso nei rituali associati alla riproduzione. Fra i maschi la competizione sessuale è regolata dal controllo del territorio e dall'instaurazione di gerarchie, a volte basate sull'esibizione di caratteri morfologici abnormi, come la conformazione a spirale delle vibrisse o l'ampiezza delle ali o del capo. L'area controllata da un maschio dominante è un sito in cui vengono attratte le femmine e dove si svolge l'accoppiamento. Le femmine fecondate si spostano successivamente su siti adatti allo sviluppo delle larve.

## Sistematica e filogenesi
La famiglia dei Clusiidae fu denominata Heteroneuridae da Loew nel 1861. Questa denominazione, basata sulla specie Heteroneura geomyzina Fallén, 1823 (=Clusiodes geomyzinus), era in realtà errata in quanto il nome Heteroneura era già impegnato dallo stesso Fallén per definire nel 1810 un genere della famiglia dei Platypezidae. Handlirsch (1884) usò il nome Clusiinae, ma dal primo decennio del XX secolo si diffusero due denominazioni alternative: Johnson (1913) propose il nome Clusiodidae, basato sul genere Clusiodes (=Heteroneura Fallén, 1823), Hendel (1916) propose, invece, Clusiidae, basato sul genere Clusia. I due nomi furono usati entrambi da vari Autori, ma attualmente ricorre esclusivamente il nome Clusiidae.
Hennig (1973) collocava i Clusiidae nella superfamiglia Anthomyzoidea nel gruppo di famiglie Anthomyzidea, insieme ad Acartophthalmidae, Chyromyidae, Opomyzidae e Anthomyzidae. McAlpine (1989) collocava i Clusiidae, in stretta relazione con gli Acartophthalmidae, nel clade Opomyzoidea che costituiva la linea più primitiva degli Opomyzoidea. Studi più recenti, in realtà, collocherebbero gli Acartophthalmidae nel clade dei Carnoidea, distanziandolo perciò dai Clusiidae:
|  | Agromyzoinea                                               |
|  |                                                            |
|  | \| \| Opomyzoinea \| \| \| \| \| \| Asteioinea \| \| \| \| |
|  |                                                            |
|  | Opomyzoinea                                                |
|  |                                                            |
|  | Asteioinea                                                 |
|  |                                                            |

|  | Opomyzoinea |
|  |             |
|  | Asteioinea  |
|  |             |

|  | Acartophthalmidae |
|  |                   |
|  | Clusiidae         |
|  |                   |

|  | Agromyzoinea                                               |
|  |                                                            |
|  | \| \| Opomyzoinea \| \| \| \| \| \| Asteioinea \| \| \| \| |
|  |                                                            |
|  | Opomyzoinea                                                |
|  |                                                            |
|  | Asteioinea                                                 |
|  |                                                            |

|  | Opomyzoinea |
|  |             |
|  | Asteioinea  |
|  |             |

|  | Acartophthalmidae |
|  |                   |
|  | Clusiidae         |
|  |                   |

La suddivisione interna fu proposta da Frey (1960), che ripartì la famiglia in due sottofamiglie, Clusiinae e Clusiodinae, differenziate in base alla chetotassi cefalica. Tale ripartizione si è mantenuta per 45 anni. Nel Manual of Palaearctic Diptera, Sakasawa (1998) attribuisce alla famiglia circa 240 specie ripartite fra 24 generi. Dopo il 2000 sono state descritte oltre 50 nuove specie, per lo più tropicali e in gran parte classificate da Lonstale & Marshall fra il 2006 e il 2007, e attualmente il BioSystematic Database of World Diptera riporta oltre 310 specie di Clusiidae, il numero di generi validi si è ridotto a 15 per la conversione di alcuni nomi in sinonimi minori o in sottogeneri. La suddivisione della famiglia ha inoltre subito importanti revisioni da parte di Lonsdale & Marshall (2006), che hanno definito una nuova sottofamiglia includendovi tre generi, di cui uno di nuova descrizione, tutti prevalente distribuzione neotropicale. Sulla base di questi aggiornamenti, lo schema tassonomico attuale sarebbe così articolato:
Sottofamiglia Clusiinae. Comprende 34 specie distribuite fra sei generi
- Alloclusia Hendel, 1917 (=Heterochroa): nove specie.
- Amuroclusia Mamaev, 1987: una specie.
- Apiochaeta Czerny, 1903 (=Peratochaetus): quattro specie.
- Clusia Haliday, 1838 (=Paraclusia, Peratochetus): 11 specie.
- Phylloclusia Hendel, 1913: due specie.
- Tetrameringia McAlpine, 1960: sette specie.

Sottofamiglia Clusiodinae. Comprende circa 170 specie ripartite fra sei generi
- Allometopon Kertesz, 1906: 14 specie. Sottogeneri: Allometopon (Allometopon), Allometopon (Calometopon).
- Clusiodes Coquillett, 1904 (=Gioenia, Heteroneura, Labomyia): 64 specie. Sottogeneri: Clusiodes (Clusiaria), Clusiodes (Clusiodes), Clusiodes (Columbiella), Clusiodes (Microclusiaria), Clusiodes (Steleoclusiodes).
- Craspedochaeta Czerny, 1903 (=Chaetoczernyola, Tonnoiria): 29 specie.
- Hendelia Czerny, 1903 (=Parahendelia, Xenoclusia[9]): 11 specie. Sottogeneri: Hendelia (Aristohendelia), Hendelia (Burmanochorea), Hendelia (Prohendelia).
- Heteromeringia Czerny, 1903: 48 specie.
- Tranomeringia Sakasawa, 1966: due specie.

Sottofamiglia Sobarocephalinae. Comprende quasi 100 specie ripartite fra tre generi
- Chaetoclusia Coquillett, 1904 (=Chaetoclusiella, Trichoclusia): 14 specie.
- Procerosoma Lonsdale & Marshall, 2006: due specie.
- Sobarocephala Czerny, 1903 (=Meriza, Monorrhexa, Sobarocephaloides): 80 specie.

In merito al genere Prohendelia, il BDWD cita una proposta di spostamento al rango di sottogenere di Hendelia, con il nome Hendelia (Prohendelia). Nelle schede relative alle due specie di Prohendelia, Prohendelia freyi e Prohendelia lateralis, viene tuttavia indicata la ridenominazione, rispettivamente, in Prohendelia (Prohendelia) freyi e Prohendelia (Prohendelia) lateralis. Lonsdale & Marshall (2007), in una recente revisione della scheda relativa al genere Hendelia sul Tree of life Web Project, annunciano una revisione in corso per il genere Hendelia; questa revisione porterebbe a 33 il numero di specie di questo genere, comprendendo anche tre specie di Prohendelia.

## Fossili
Due sono i fossili, appartenenti ad altrettanti generi estinti, classificati in questa famiglia. Entrambi risalgono ad un periodo compreso fra l'Eocene e l'Oligocene, ritrovati nell'ambra baltica:
Electroclusiodes Hennig, 1965. Comprende la sola specie Electoclusiodes radiospinosa Hennig, 1969. 
Xenanthomyza Hennig, 1967. Comprende la sola specie Xenanthomyza larssoni Hennig, 1967.
Evenhuis riporta anche una terza specie, Electroclusiodes meunieri Hendel, 1923, ma, secondo il BioSystematic Database of World Diptera, questa è classificata fra gli Agromyzidae. Sussistono dubbi, invece, sull'appartenenza di X. larssoni alla famiglia dei Clusiidae: Hennig la classificò fra gli Anthomyzidae, ma in seguito ne attribuì la probabile appartenenza ai Clusiidae. La posizione sistematica del fossile è stata discussa successivamente da altri Autori, fra cui McAlpine (1989), che ne indica la probabile appartenenza ai Clusiidae, ma senza formalizzarne lo spostamento in attesa di ulteriori accertamenti. Il BDWD attribuisce a tutti gli effetti l'appartenenza del fossile ai Clusiidae.
Infine, negli Acartophthalmidae è classificata la specie Acartophthalmites terziaria che, secondo McAlpine (1989) sarebbe strettamente correlata ad alcuni generi dei Clusiidae e, quindi, non ne esclude l'appartenenza a questa famiglia. Anche in questo caso, McAlpine non formalizza lo spostamento in attesa di ulteriori approfondimenti e la specie risulta al momento classificata fra gli Acartophthalmidae.

## Distribuzione
I Clusiidae sono a tutti gli effetti una famiglia cosmopolita, rappresentata in tutte le regioni zoogeografiche della Terra anche se per lo più associata ad ecosistemi forestali. La maggiore concentrazione di specie si ha tuttavia nelle regioni tropicali e, in particolare, nell'ecozona neotropicale che annovera poco più del 50% delle specie. La distribuzione geografica della famiglia è riassunta nella seguente tabella:
|                  | AF | AU | NE | NT  | OR | PA |
| ---------------- | -- | -- | -- | --- | -- | -- |
| Alloclusia       |    |    |    | 9   |    |    |
| Amuroclusia      |    |    |    |     |    | 1  |
| Apiochaeta       |    |    |    | 4   |    |    |
| Clusia           |    |    | 2  |     | 1  | 8  |
| Phylloclusia     |    |    | 2  |     | 1  | 1  |
| Tetrameringia    | 2  | 2  |    |     |    | 1  |
| Allometopon      | 1  | 5  |    |     | 7  | 1  |
| Clusiodes        |    | 12 | 17 | 6   | 9  | 20 |
| Craspedochaeta   |    | 5  | 1  | 23  | 2  |    |
| Hendelia         |    | 1  |    |     | 9  | 1  |
| Heteromeringia   | 2  | 24 | 5  | 19  | 18 | 4  |
| Tranomeringia    | 2  | 3  |    |     | 1  | 1  |
| Chaetoclusia     |    |    |    | 14  |    |    |
| Procerosoma      |    |    |    | 2   |    |    |
| Sobarocephala    | 3  |    | 13 | 74  | 3  | 1  |
| Clusiinae        | 2  | 2  | 4  | 13  | 2  | 11 |
| Clusiodinae      | 5  | 50 | 23 | 57  | 46 | 27 |
| Sobarocephalinae | 3  |    | 13 | 90  | 3  | 1  |
| Clusiidae        | 10 | 52 | 40 | 160 | 51 | 39 |

Secondo il catalogo Fauna Europaea, in Europa sono presenti 13 specie ripartite fra quattro generi: Clusiodes (con nove specie), Clusia (due specie), Heteromeringia (una specie), Hendelia (una specie). La tassonomia adottata da Fauna Europaea diverge da quella del BioSystematic Database of World Diptera e dagli ultimi aggiornamenti dovuti alla revisione di Lonsdale & Marshall: in Fauna Europaea, il genere Heteromeringia è compreso nei Clusiinae, la specie Clusia tigrina è denominata Paraclusia tigrina e Clusiodes microcera è denominata Clusiodes microcerca.
In Italia sono presenti tre specie, tutte segnalate nel Nord: Clusiodes albimanus (=Clusioides albimanus), Clusia flava e Clusia tigrina (=Paraclusia tigrina).